# Aricoris colchis
Aricoris colchis is een vlindersoort uit de familie van de prachtvlinders (Riodinidae), onderfamilie Riodininae.
Aricoris colchis werd in 1865 beschreven door C. & R. Felder.